# Surtees TS14
Der Surtees TS14 ist ein Formel-1-Rennwagen, den John Surtees 1972 für sein Team Surtees Racing Organisation entwickelte.
Die Chassis wurden zu vereinzelten Rennen der Saison 1972 sowie in der kompletten Saison 1973 (dort als TS14A) allein beim Werksteam eingesetzt. Alle Fahrzeuge wurden von einem Ford-Cosworth-DFV-Motor angetrieben.

## Geschichte
Beim Großen Preis von Italien im Rahmen der Formel-1-Saison 1972 wurde der TS14 zum ersten Mal in einem Rennen eingesetzt. John Surtees fuhr den Wagen selbst und meldete ihn als Viertfahrzeug neben den drei Surtees TS9 von Tim Schenken, Mike Hailwood und Andrea de Adamich. Das war sein letzter Grand Prix als Fahrer. In der Qualifikation lag er vor Schenken und De Adamich, kam aber mit dem 19. Startplatz über das Hinterfeld nicht hinaus, während Hailwood vom neunten Rang ins Rennen ging. Surtees fuhr ein unauffälliges Rennen und schied mit Problemen mit der Benzineinspritzung aus. In Kanada trat Surtees trotz Meldung nicht an. Beim Großen Preis der USA trainierte Surtees nur noch einmal mit dem TS14, gab das Steuer dann aber an Tim Schenken ab, der auch am Rennen teilnahm und mit Aufhängungsschaden frühzeitig ausschied. Er war vom 31. und letzten Platz ins Rennen gegangen. 
Zur Formel-1-Saison 1973 wurde der TS14 in die Rolle des Stammfahrzeuges überführt. Der im Team verbliebene Mike Hailwood bekam mit Carlos Pace einen neuen Teamkollegen. Zudem debütierte Jochen Mass in der Formel 1 und nahm im TS14 an einigen Rennen teil. Die Hoffnungen, mit dem neuen Wagen den recht erfolgreichen TS9 zu beerben und die Lücke zur Spitze zu schließen, erfüllten sich nicht. Die Fahrer litten stark unter der mangelnden Zuverlässigkeit der Fahrzeuge; Surtees verfügte nicht über ausreichende Geldmittel, die Fahrzeuge auf einem hohen technischen Niveau betreiben zu können. Auch die Möglichkeiten zur Weiterentwicklung waren dadurch sehr begrenzt. Dass der TS14 aber durchaus Potential hatte, bewies Carlos Pace bei den Grand Prix in Deutschland und Österreich: Beim Rennen auf dem Nürburgring wurde er Vierter und zwei Wochen später beim Lauf auf dem Österreichring Dritter. Dabei erzielte er die einzigen WM-Punkte für Surtees in der Saison 1973. Für letzteres Ergebnis lieferte er sich ein rundenlanges Duell mit Carlos Reutemann, der mit nur einer Sekunde Rückstand Vierter wurde. Pace fuhr bei beiden Rennen zudem die schnellste Rennrunde.
Am Saisonende belegte Surtees mit sieben Punkten den siebten Rang in der Konstrukteursmeisterschaft. Zum ersten Rennen der Formel-1-Saison 1974 stand bereits der Nachfolger Surtees TS16 zur Verfügung, sodass die TS14 zu keinem weiteren Renneinsatz mehr kamen. 

## Technik
Der Surtees TS14 wurde als Nachfolger für den Surtees TS9 entwickelt. John Surtees richtete sich nach zeitgenössischen Designs; der TS14 hatte keine großen Innovationen. Das Fahrzeug war deutlich kantiger gebaut als der insbesondere in der ersten Version aus der Saison 1971 noch klar an die späten 1960er-Jahre erinnernde, rundere TS9 und verfügte nun über fest integrierte Seitenkästen. Diese enthielten das Kühlsystem für den Mittelmotor. Nach vereinzelten Einsätzen im Jahr 1972 wurde der TS14 für die Saison 1973 in Details, darunter der Lufthutze, überarbeitet und erhielt die Bezeichnung TS14A. Insgesamt wurden im Surtees-Werk in Edenbridge fünf TS14 gebaut.
Der 77 wurde wie etliche andere Formel-1-Wagen dieser Zeit von dem Ford-Cosworth-DFV-Motor angetrieben, der im Ursprung bereits auf das Jahr 1966 zurückging und dessen Entwicklung von Lotus-Teamchef Colin Chapman initiiert worden war. Im Gegenzug für die Namensnennung hatte Ford dem Motorenhersteller Cosworth £ 100.000 für die Entwicklung und Produktion dieses 3-Liter-Formel-1-Motors zur Verfügung gestellt, beteiligte sich aber nicht weiter an diesem Projekt. Der Motor war als tragendes Teil in einen Gitterrohrrahmen einbezogen; die Antriebskraft wurde über ein Hewland-Getriebe an die Hinterräder übertragen. Die Karosserie bestand aus Aluminiumblech. Das Benzin wurde von FINA geliefert, Reifenlieferant war Firestone. 

## Lackierung und Sponsoring
Nur das Werksteam setzte den TS14 in der Formel-1-Weltmeisterschaft ein. In beiden Jahren erschienen die Wagen im blau-weißen Standarddesign von Surtees mit Sponsorenlogos des Teeherstellers Brooke Bond Oxo.

## Galerie

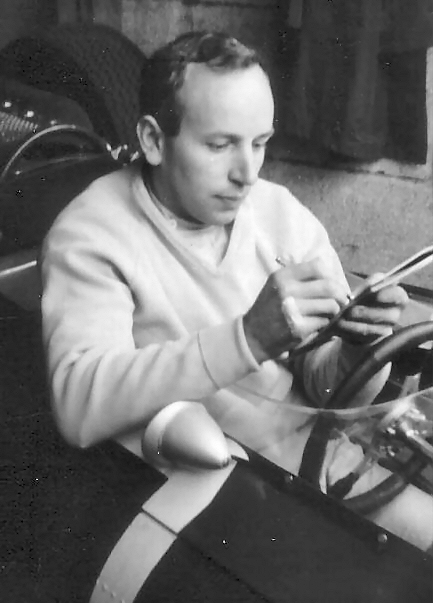
Fuhr im eigenen Wagen sein letztes Rennen: Weltmeister John Surtees
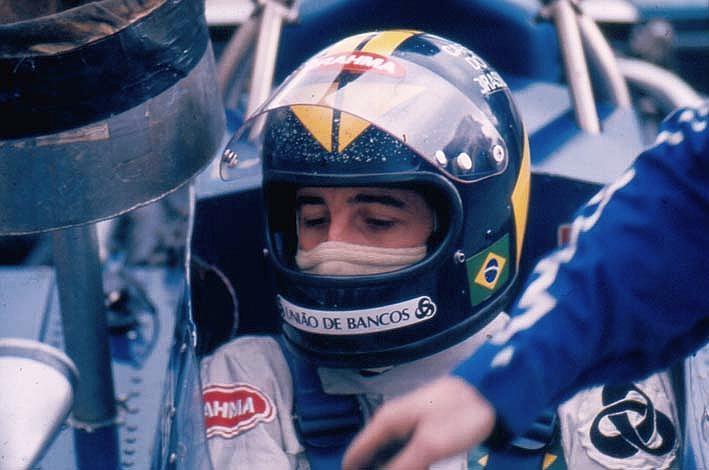
Erzielte alle sieben WM-Punkte und ein Podium: Carlos Pace
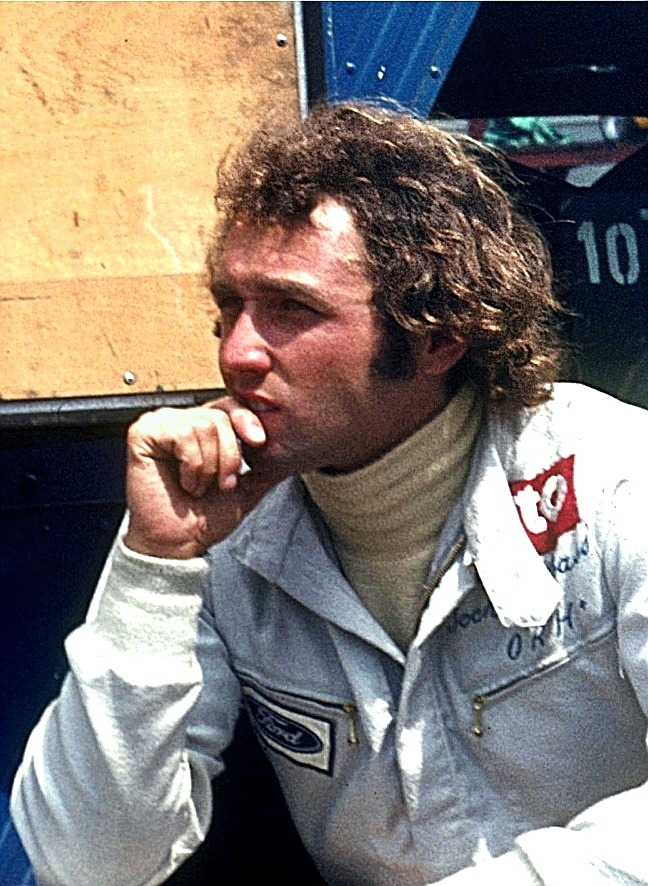
Debütierte im TS14 in der Formel 1: Jochen Mass
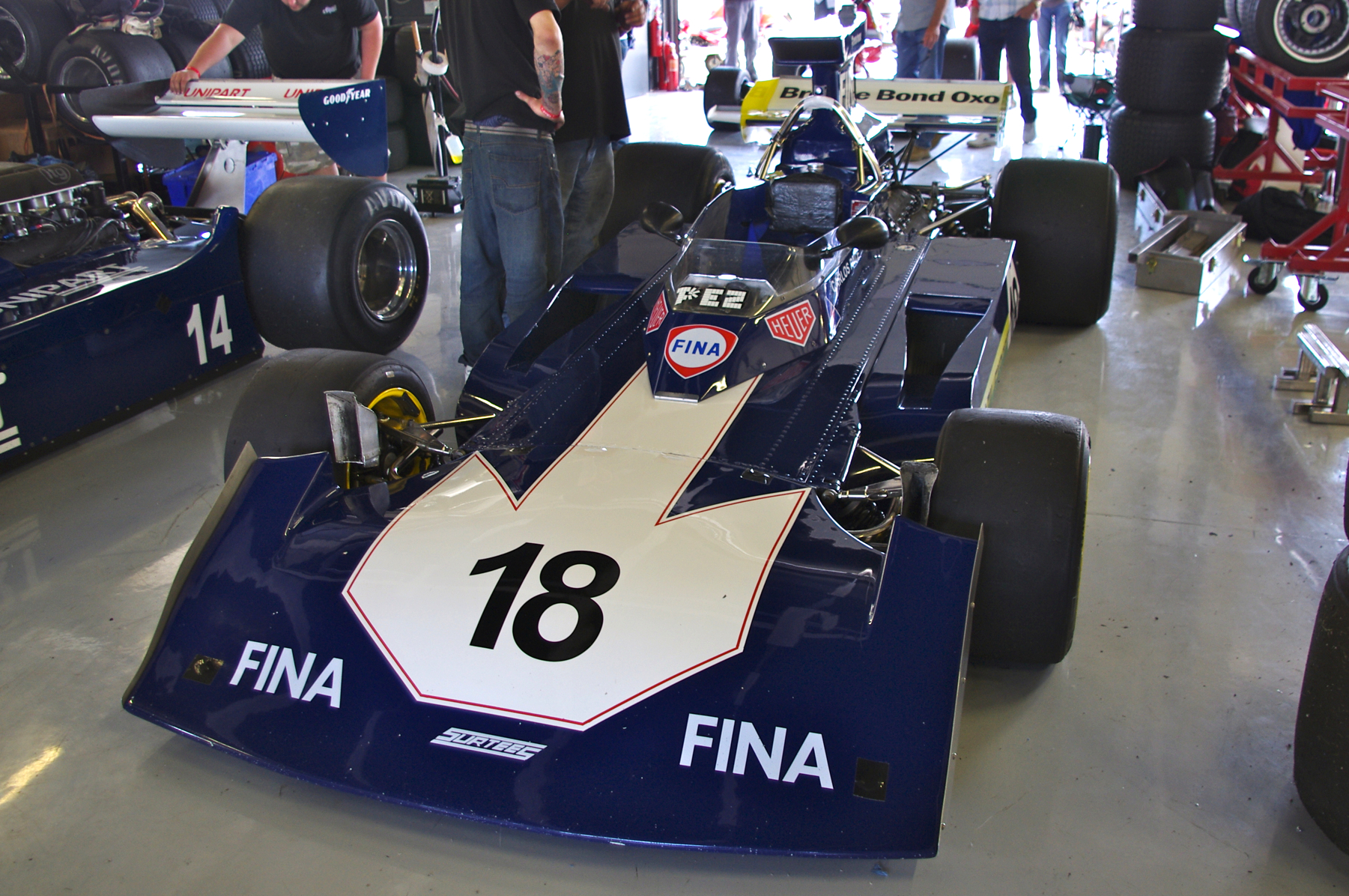
Frontansicht des TS14A
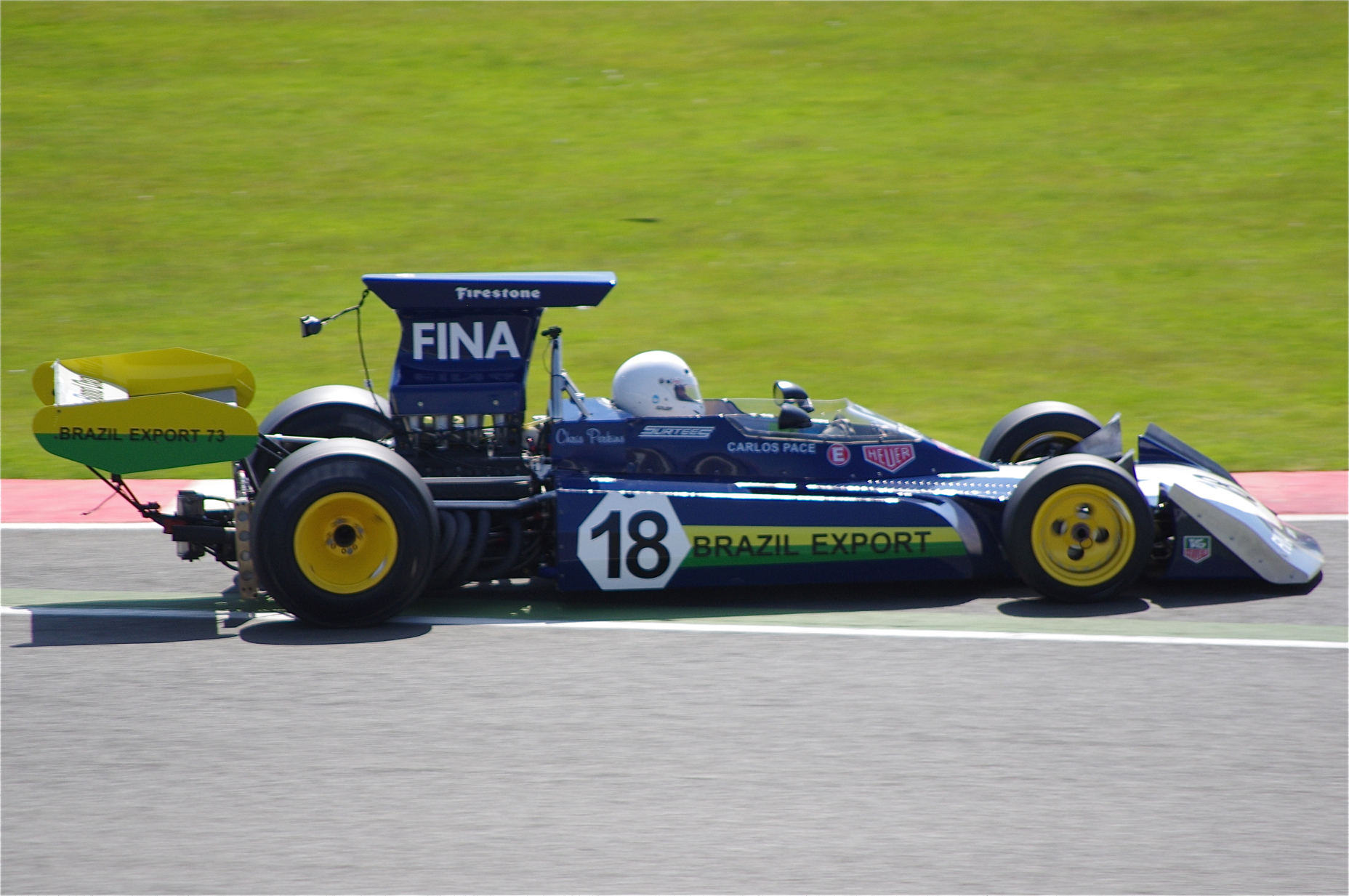
Seitenansicht des TS14A
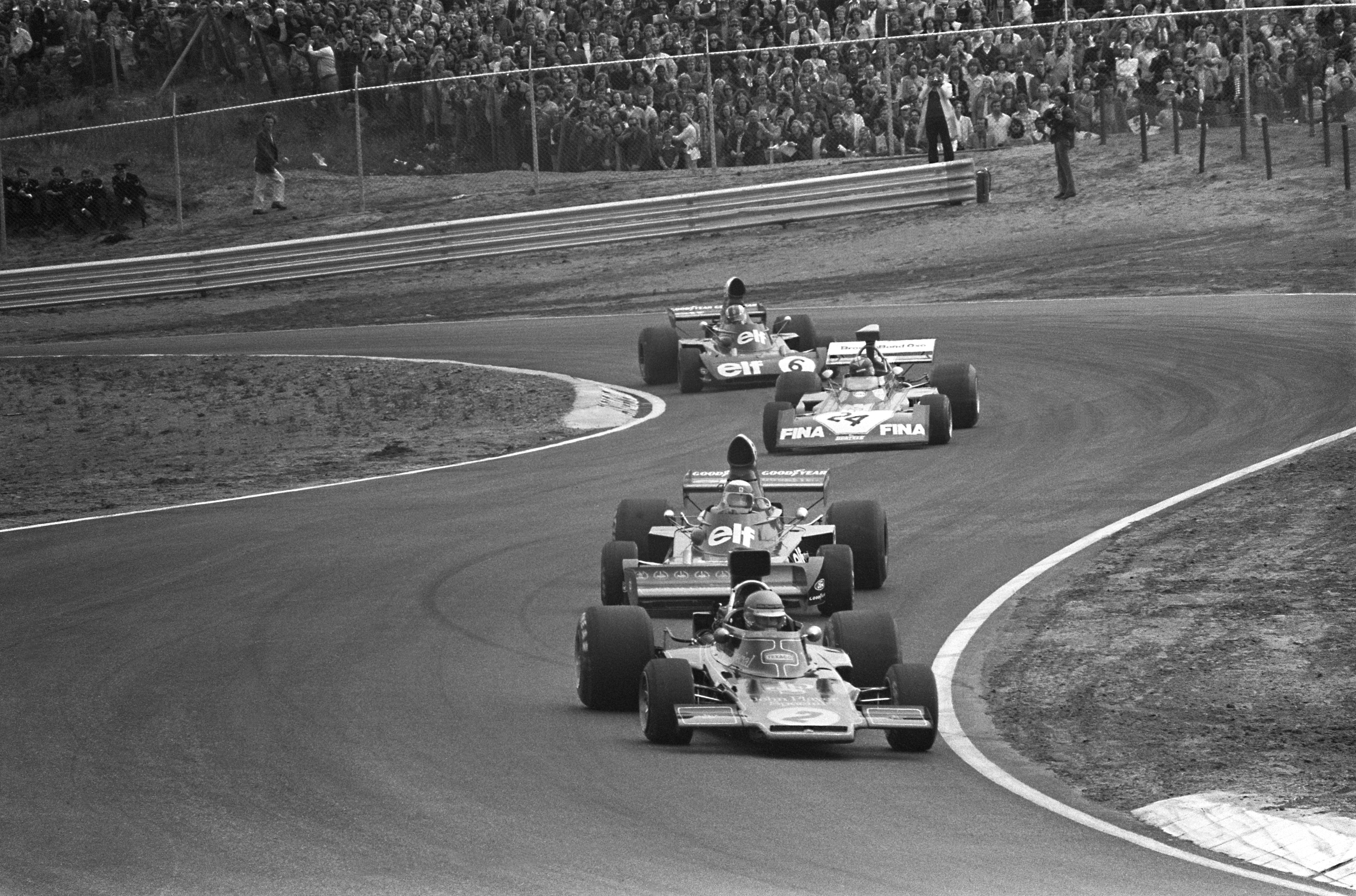
Pace im TS14A (#24) in einer Fahrzeuggruppe, Zandvoort, 1973
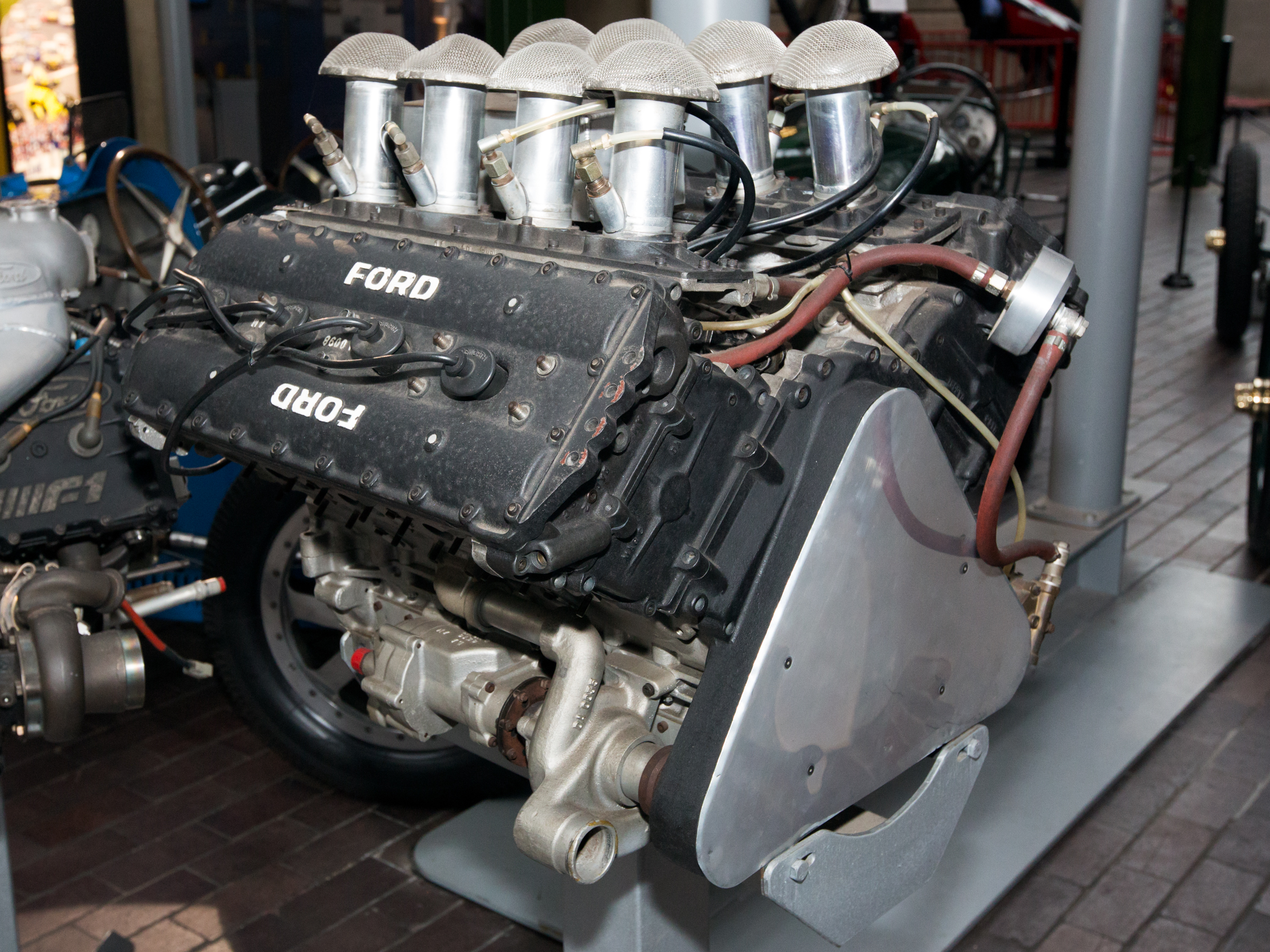
Ein Cosworth-DFV-Motor, 2013

## Ergebnisse

### Statistik in der Automobil-Weltmeisterschaft
Diese Statistik umfasst alle Ergebnisse von Fahrern, die mit einem TS14-Chassis an Rennen der Automobil-Weltmeisterschaft teilnahmen, die heutzutage als Formel-1-Weltmeisterschaft bezeichnet wird.

#### Einzelergebnisse
| Fahrer               | Nr.                  | 1   | 2   | 3   | 4   | 5   | 6   | 7   | 8   | 9   | 10  | 11  | 12  | 13  | 14  | 15  | Punkte | Rang |
| Formel-1-Saison 1972 | Formel-1-Saison 1972 |     |     |     |     |     |     |     |     |     |     |     |     |     |     |     | 18     | 5.   |
| John Surtees         | – 1                  |     |     |     |     |     |     |     |     |     | DNF | DNA | PO  |     |     |     | 18     | 5.   |
| Tim Schenken         | – 1                  |     |     |     |     |     |     |     |     |     |     |     | DNF |     |     |     | 18     | 5.   |
| Formel-1-Saison 1973 | Formel-1-Saison 1973 |     |     |     |     |     |     |     |     |     |     |     |     |     |     |     | 7      | 7.   |
| Mike Hailwood        | – 1                  | DNF | DNF | DNF | DNF | DNF | 8   | DNF | DNF | DNF | DNF | 14  | 10  | 7   | 9   | DNF | 7      | 7.   |
| Carlos Pace          | – 1                  | DNF | DNF | DNF | DNF | 8   | DNF | 10  | 13  | DNF | 7   | 4   | 3   | DNF | DNF | DNF | 7      | 7.   |
| Jochen Mass          | – 1                  |     |     |     |     |     |     |     | DNF |     | 7   |     |     |     | DNF |     | 7      | 7.   |

| Legende  | Legende            | Legende                                                          |
| Farbe    | Abkürzung          | Bedeutung                                                        |
| -------- | ------------------ | ---------------------------------------------------------------- |
| Gold     | –                  | Sieg                                                             |
| Silber   | –                  | 2. Platz                                                         |
| Bronze   | –                  | 3. Platz                                                         |
| Grün     | –                  | Platzierung in den Punkten                                       |
| Blau     | –                  | Klassifiziert außerhalb der Punkteränge                          |
| Violett  | DNF                | Rennen nicht beendet (did not finish)                            |
| Violett  | NC                 | nicht klassifiziert (not classified)                             |
| Rot      | DNQ                | nicht qualifiziert (did not qualify)                             |
| Rot      | DNPQ               | in Vorqualifikation gescheitert (did not pre-qualify)            |
| Schwarz  | DSQ                | disqualifiziert (disqualified)                                   |
| Weiß     | DNS                | nicht am Start (did not start)                                   |
| Weiß     | WD                 | zurückgezogen (withdrawn)                                        |
| Hellblau | PO                 | nur am Training teilgenommen (practiced only)                    |
| Hellblau | TD                 | Freitags-Testfahrer (test driver)                                |
| ohne     | DNP                | nicht am Training teilgenommen (did not practice)                |
| ohne     | INJ                | verletzt oder krank (injured)                                    |
| ohne     | EX                 | ausgeschlossen (excluded)                                        |
| ohne     | DNA                | nicht erschienen (did not arrive)                                |
| ohne     | C                  | Rennen abgesagt (cancelled)                                      |
| ohne     | keine WM-Teilnahme |                                                                  |
| sonstige | P/fett             | Pole-Position                                                    |
| sonstige | 1/2/3/4/5/6/7/8    | Punktplatzierung im Sprint-/Qualifikationsrennen                 |
| sonstige | SR/kursiv          | Schnellste Rennrunde                                             |
| sonstige | *                  | nicht im Ziel, aufgrund der zurückgelegten Distanz aber gewertet |
| sonstige | ()                 | Streichresultate                                                 |
| sonstige | unterstrichen      | Führender in der Gesamtwertung                                   |

Anmerkungen

### Statistik bei Formel-1-Rennen ohne Weltmeisterschaftsstatus
Diese Statistik umfasst alle Teilnahmen von Fahrern mit dem TS14 an Formel-1-Rennen ohne Weltmeisterschaftsstatus.

#### Einzelergebnisse
| Saison | Fahrer        | 2   | 3   |
| ------ | ------------- | --- | --- |
| 1973   |               | ROC | INT |
| 1973   | Mike Hailwood | DNF | DNF |
| 1973   | Carlos Pace   | DNA | DNF |